# Cheilanthes cheiloglyphis
Cheilanthes cheiloglyphis là một loài thực vật có mạch trong họ Adiantaceae. Loài này được (Fée) Hemsl. miêu tả khoa học đầu tiên năm 1885.